# Elenco dei modelli di iPhone

## Panoramica
| Legenda: | Interrotto e non supportato | Interrotto e non supportato, solo correzioni di bug di sicurezza critici | Interrotto, ancora supportato | Attuale o ancora in vendita |

| Osservazioni: | 1. 2. 3. 4. |

## Specifiche
| Modello                 | Modello                 | Modello                 | iPhone                                              | iPhone 3G                                     | iPhone 3GS                                                 | iPhone 4                                                                   | iPhone 4S                                                                       | iPhone 5                                             | iPhone 5c                                                                          |
| ----------------------- | ----------------------- | ----------------------- | --------------------------------------------------- | --------------------------------------------- | ---------------------------------------------------------- | -------------------------------------------------------------------------- | ------------------------------------------------------------------------------- | ---------------------------------------------------- | ---------------------------------------------------------------------------------- |
| Immagine                |                         |                         |                                                     |                                               |                                                            |                                                                            |                                                                                 |                                                      |                                                                                    |
| Identificativo hardware | Identificativo hardware | Identificativo hardware | iPhone1,1                                           | iPhone1,2                                     | iPhone2,1                                                  | iPhone3,1 iPhone3,2 iPhone3,3                                              | iPhone4,1                                                                       | iPhone5,1 iPhone5,2                                  | iPhone5,3 iPhone5,4                                                                |
| Codici del modello      | Codici del modello      | Codici del modello      | A1203                                               | A1324 A1241                                   | A1325 A1303                                                | A1349 A1332                                                                | A1431 A1387                                                                     | A1428 A1429 A1442                                    | A1532 A1456 A1507 A1529 A1516 A1526                                                |
| Date                    | Annunciato              | Annunciato              | 9 gennaio 2007                                      | 9 giugno 2008                                 | 8 giugno 2009                                              | 7 giugno 2010                                                              | 4 ottobre 2011                                                                  | 12 settembre 2012                                    | 10 settembre 2013                                                                  |
| Date                    | Rilasciato              | Stati Uniti             | 4 GB e 8 GB: 29 giugno 2007 16 GB: 5 febbraio 2008  | 11 luglio 2008                                | 16 GB e 32 GB: 19 giugno 2009 8 GB: 24 giugno 2010         | 16 GB e 32 GB: 24 giugno 2010 Bianco: 28 aprile 2011 8 GB: 14 ottobre 2011 | 16 GB, 32 GB, e 64 GB: 14 ottobre 20118 GB: 20 settembre 2013                   | 21 settembre 2012                                    | 16 GB e 32 GB: 20 settembre 20138 GB: 9 settembre 2014 (18 marzo 2014 in Germania) |
| Date                    | Rilasciato              | Italia                  | -                                                   | 11 luglio 2008                                | 16 GB e 32 GB: 19 giugno 2009 8 GB: 24 giugno 2010         | 16 GB e 32 GB: 24 giugno 2010 Bianco: 28 aprile 2011 8 GB: 14 ottobre 2011 | 16 GB, 32 GB, e 64 GB: 28 ottobre 20118 GB: 20 settembre 2013                   | 28 settembre 2012                                    | 16 GB e 32 GB: 25 ottobre 2013                                                     |
| Date                    | Interrotto              | Interrotto              | 4 GB: 5 settembre 2007 8 GB e 16 GB: 11 luglio 2008 | 16 GB: 8 giugno 2009 8 GB nero: 7 giugno 2010 | 16 GB e 32 GB: 24 giugno 2010 8 GB nero: 12 settembre 2012 | 16 GB e 32 GB: 4 ottobre 2011 8 GB: 10 settembre 2013                      | 32 GB e 64 GB: 12 settembre 201216 GB: 10 settembre 2013 8 GB: 9 settembre 2014 | 10 settembre 2013                                    | 16 GB e 32 GB: 9 settembre 2014 8 GB: 9 settembre 2015                             |
| Date                    | Non più supportato      | Non più supportato      | 21 giugno 2010                                      | 9 marzo 2011                                  | 21 febbraio 2014                                           | 17 settembre 2014                                                          | 13 settembre 2016 22 luglio 2019 (aggiornamento GPS)                            | 19 settembre 2017 22 luglio 2019 (aggiornamento GPS) | 19 settembre 2017                                                                  |
| Sistema operativo       | Iniziale                | Iniziale                | iPhone OS 1.0                                       | iPhone OS 2.0                                 | iPhone OS 3.0                                              | iOS 4.0 (GSM) iOS 4.2.5 (CDMA)                                             | iOS 5.0                                                                         | iOS 6.0                                              | iOS 7.0                                                                            |
| Sistema operativo       | Ultimo                  | Ultimo                  | iPhone OS 3.1.3                                     | iOS 4.2.1                                     | iOS 6.1.6                                                  | iOS 7.1.2                                                                  | iOS 9.3.6                                                                       | iOS 10.3.4                                           | iOS 10.3.3                                                                         |
| Colori                  | Colori                  | Colori                  |                                                     | (8 GB e 16 GB) (16 GB)                        | (8 GB, 16 GB e 32 GB) (16 GB e 32 GB)                      |                                                                            |                                                                                 |                                                      |                                                                                    |